# KVZ
KVZ is een Nederlandse korfbalvereniging uit de Gelderse plaats Zutphen. KVZ staat voor Korfbalvereniging Zutphen en kent ruim 500 leden.

## Geschiedenis
De vereniging is op 18 juni 2000 opgericht. KVZ is ontstaan uit een fusie tussen de twee bestaande korfbalverenigingen in Zutphen: ZKC’16 en Rapiditas.
In 2020 werd besloten om de buitenvelden te vernieuwen. Aanleiding was een valpartij in 2019, waarbij een van de speelsters struikelde door een scheur in het kunstgras. Naast het aanpakken van de velden kwam er ook budget voor lichtmasten en een tribune.